# San Ysidro (condado de Sandoval, Nuevo México)
San Ysidro es una villa ubicada en el condado de Sandoval en el estado estadounidense de Nuevo México. En el Censo de 2010 tenía una población de 193 habitantes y una densidad poblacional de 32,76 personas por km². Forma parte del área metropolitana de Albuquerque.

## Geografía
San Ysidro se encuentra ubicada en las coordenadas 35°33′38″N 106°46′24″O / 35.56056, -106.77333. Según la Oficina del Censo de los Estados Unidos, San Ysidro tiene una superficie total de 5.89 km², de la cual 5.89 km² corresponden a tierra firme y (0%) 0 km² es agua.

## Demografía
Según el censo de 2010, había 193 personas residiendo en San Ysidro. La densidad de población era de 32,76 hab./km². De los 193 habitantes, San Ysidro estaba compuesto por el 36.79% blancos, el 0% eran afroamericanos, el 15.54% eran amerindios, el 0% eran asiáticos, el 0% eran isleños del Pacífico, el 43.52% eran de otras razas y el 4.15% pertenecían a dos o más razas. Del total de la población el 60.62% eran hispanos o latinos de cualquier raza.